# Rochefortia holguinensis
Rochefortia holguinensis är en strävbladig växtart som beskrevs av Gerhard Klotz. Rochefortia holguinensis ingår i släktet Rochefortia och familjen strävbladiga växter. Inga underarter finns listade i Catalogue of Life.